# Amtsgericht Schwabmünchen
Das Amtsgericht Schwabmünchen war ein von 1879 bis 2017 existierendes bayerisches Gericht der ordentlichen Gerichtsbarkeit mit Sitz in der schwäbischen Stadt Schwabmünchen. Sein Vorgänger war das 1804 errichtete Landgericht Schwabmünchen.

## Geschichte
Anlässlich der Einführung des Gerichtsverfassungsgesetzes am 1. Oktober 1879 kam es zur Errichtung eines Amtsgerichts in Schwabmünchen. Nächsthöhere Instanz war das Landgericht Augsburg im Oberlandesgerichtsbezirk München. Als das Gesetz über die Organisation der ordentlichen Gerichte im Freistaat Bayern (GerOrgG) am 1. Juli 1973 in Kraft trat, wurde das Amtsgericht Schwabmünchen als Zweigstelle des Amtsgerichts Augsburg fortgeführt. Die Aufhebung der Amtsgerichts-Zweigstelle Schwabmünchen erfolgte zum 1. Februar 2017.

## Gebäude
Untergebracht war das Gericht in der Fuggerstrasse 62, nahe dem ehemaligen Fuggerschloss.